# Teclat guitarra
El teclat guitarra (o keytar, acrònim de les paraules angleses keyboard i guitar) és un sintetitzador lleuger que es sosté amb una corretja al voltant del coll i les espatlles, de manera similar a una guitarra. El teclat guitarra permet al músic una major gamma de moviments en comparació amb els teclats convencionals, que es toquen drets en un lloc fix. L'instrument té un teclat musical per activar notes i sons. Al mànec de l'instrument es situen diversos controls com l'altura, el vibrato, el portamento i l'envolvent acústic.
Els teclats guitarra poden incorporar els seus propis teclats MIDI. En qualsevol cas, un teclat guitarra s'ha de connectar a un amplificador de teclat o sistema PA per a produir un so que l'intèrpret i el públic puguin escoltar. Tot i que els teclats guitarra solen utilitzar-se per a crear notes musicals, també es poden utilitzar per activar controladors d'il·luminació amb MIDI, dispositius d'efectes i consoles d'àudio.

## Història
El precedent més antic del teclat guitarra és probablement l'òrfica, un petit piano portàtil inventat a Viena el 1795 que es tocava en una posició semblant a la del modern teclat guitarra. L'acordió de piano va aparèixer per primera vegada l'any 1852. El 1963, el fabricant de la República Democràtica Alemanya Weltmeister va presentar el model Basset, com un piano amb forma de teclat guitarra. El 1966, el fabricant d'orgues suec Joh Mustad AB va presentar el Tubon, un òrgan elèctric tubular. Aquest instrument es portava amb una corretja al voltant de l'espatlla i es podia tocar dempeus o assegut. El Tubon tenia un mig teclat en un extrem accessible a la mà dreta, controls per a ser utilitzats al mànec i un altaveu al final del tub. Es va vendre al Regne Unit com a Livingstone i va ser utilitzat per Kraftwerk i Paul McCartney a la dècada del 1960 i principis del 1970.

A finals de la dècada del 1970 i principis de la dècada del 1980, Jan Hammer va utilitzar sovint diversos teclats guitarra, inclòs el Royalex PROBE, que va ajudar a desenvolupar.

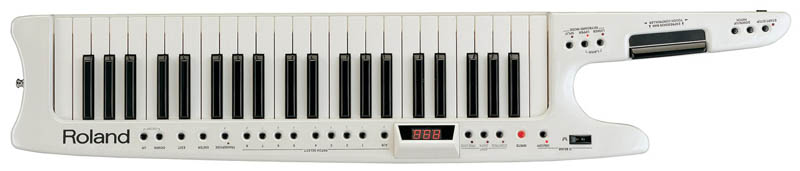
MIDI Roland AX-7 (2001)

El teclat guitarra es va popularitzar a la dècada del 1980 per les bandes de glam metal, així com per músics de synthpop, new wave i música electro. Les tendències canviants en la música van fer disminuir-ne la popularitat durant la dècada del 1990, fins a finals de la dècada del 2000 quan grups com The Black Eyed Peas, Flight of The Conchords, Motion City Soundtrack, No Doubt o Steely Dan van encapçalar-ne la recuperació. A principis de 2008, al videoclip del senzill «Sensual seduction», Snoop Dogg també va utilitzar un teclat guitarra com a homenatge a les bandes antigues.
Alguns fabricants notables de teclats guitarra són Moog, Roland, Yamaha, Korg i Casio. A partir de 2013, el Roland AX-Synth, el Roland Lucina, l'Alesis Vortex i el Rock Band 3 Wireless Pro Keyboard, són els keytars fabricats més comercialitzats.